# Savska banovina
Savska banovina je bila banovina (pokrajina, regija) Kraljevine Jugoslavije, ki je obstajala med leti od 1929 in 1939. Banovina je obsegala področje večjega dela današnje Hrvaške, ime pa je dobila po reki Savi. Administrativni center banovine je bil v Zagrebu.
Leta 1939 sta bili Savska banovina in Primorska banovina ter manjši deli sosednjih banovin združeni v Hrvaško banovino (Banovina Hrvaška, hrv. Banovina Hrvatska).
Po kapitulaciji Jugoslavije leta 1941 sta dele nekdanje Savske banovine oz. nove Hrvaške banovine okupirali Italija in Madžarska, večji del te pa je, razširjen še na celotno Bosno in Hercegovino, postal Neodvisna država Hrvaška. Po drugi svetovni vojni je območje nekdanje Savske banovine postalo Socialistična republika Hrvaška, ta pa sprva del FLRJ in kasneje SFRJ. Danes je večji del bivše banovine del države Hrvaške.